# Scotopteryx pallidior
Scotopteryx pallidior är en fjärilsart som beskrevs av Thierry-mieg 1916. Scotopteryx pallidior ingår i släktet backmätare, och familjen mätare. Inga underarter finns listade.